# Přírodní park Údolí Bílého potoka
Přírodní park Údolí Bílého potoka je obecně chráněné území na ploše 40,46 km², vyhlášené 1. ledna 1978 v okrese Brno-venkov jako oblast klidu; přírodním parkem je od roku 1992.

## Geografie
Park leží asi 17 km severozápadně od Brna v údolí dolního toku Bílého potoka, který ústí do řeky Svratky ve městě Veverská Bítýška. Jde o asi 15 km dlouhé zalesněné, místy i skalnaté údolí, které protíná mírně zvlněnou náhorní plošinu. Nejvýše položená místa parku dosahují výšek téměř 500 m, dno potoka na horním toku leží ve výšce asi 430 m, nejnižší bod je dno nivy potoka před Veverskou Bítýškou.

### Lesní porosty
Zalesněná úbočí Bílého potoka se nalézají ve dvou stupních lesních pásem. Dubohaborovém a především bukojedlovém, které tvoří zvláště na méně přístupných místech přirozené porosty. Činností člověka byl navýšen podíl smrku ztepilého, a borovice lesní na úkor listnatých dřevin, napříč přirozenému rozhraním. V roce 2018 byly smrkové porosty výrazně poškozeny suchem a kůrovcem.